# Parti unifié indigène de Malaisie
Cette page contient des caractères spéciaux ou non latins. S’ils s’affichent mal (▯, ?, etc.), consultez la page d’aide Unicode.
Pour les articles homonymes, voir Parti unifié.
Le Parti unifié indigène de Malaisie est un parti politique de Malaisie fondé en 2016 et de tendance nationaliste. Son leader est Muhyiddin Yassin, également fondateur de Perikatan Nasional.

## Présidents
| Portrait         | Identité                      | Période          | Période  | Durée                    |
| Portrait         | Identité                      | Début            | Fin      | Durée                    |
| ---------------- | ----------------------------- | ---------------- | -------- | ------------------------ |
| Muhyiddin Yassin | Muhyiddin Yassin (né en 1947) | 7 septembre 2016 | En cours | 8 ans, 6 mois et 7 jours |

## Résultats électoraux
| Année | Voix    | %    | Sièges   |
| ----- | ------- | ---- | -------- |
| 2018  | 718 648 | 5,95 | 13 / 222 |